# Guerre de la Quadruple-Alliance
Guerre de la Quadruple-Alliance
Batailles
- Sardaigne
- Sicile
- Castellamare
- 1er siège de Palerme
- Cap Passaro
- 1er siège de Messine
- Milazzo
- Fontarrabie
- Glen Shiel
- Francavilla
- Roses
- Pensacola
- 2e prise de Messine
- Vigo
- Cap Saint-Vincent
- 2e siège de Palerme
- Sferracavallo
- La Seu d’Urgell
- Nassau
- Expédition Villasur

La guerre de la Quadruple-Alliance est un conflit militaire européen mineur qui a lieu entre 1718 et 1720 principalement en Italie, entre le royaume d'Espagne d'un côté, et la Quadruple-Alliance issue du traité de Londres de 1718 de l'autre, composée de l'archiduché d'Autriche, en tant qu'État du Saint-Empire romain germanique, du royaume de France, de la Grande-Bretagne et des Provinces-Unies.

## Prélude
La guerre de Succession d'Espagne (1701-1714) a pour conséquence la reconnaissance de Philippe de Bourbon comme roi d'Espagne, mais le royaume perd ses possessions en Italie par le traité d'Utrecht (1713). Le duché de Milan, le royaume de Naples et la Sardaigne finissent aux mains des Habsbourg tandis que la Sicile est confiée à la maison de Savoie sous l'autorité du duc Victor-Amédée II, qui devient roi.
Les pays affaiblis par treize ans de guerre doivent se renforcer. Le cardinal Jules Alberoni (1664-1752), qui a déjà préparé en 1714 le mariage entre Philippe V et Élisabeth Farnèse (1692-1766), se distingue par son action au cours des années suivantes. Il devient le conseiller personnel de la reine d'Espagne et premier ministre en 1715. Sous son administration, l'économie espagnole se stabilise et les finances sont réformées. Alberoni réussit à construire une nouvelle flotte (à peu près 50 navires en 1718) et à améliorer l'armée. Philippe V ayant de son premier mariage trois fils pouvant aspirer à sa succession, Élisabeth Farnèse cherche à obtenir des duchés en Italie pour ses propres fils. Alberoni et Philippe V soutiennent cet effort : ayant tous deux l'ambition de reconstruire la « Grande Espagne », ils élèvent des prétentions sur la Sardaigne et la Sicile.
Depuis la mort de Louis XIV (1715), la France vit sous la Régence de Philippe d'Orléans, qui gouverne au nom du roi Louis XV encore mineur. En raison des vues de l'Espagne sur le trône de France en cas de décès du jeune Louis XV, la Grande-Bretagne a pour objectif d'interdire l'union personnelle des deux couronnes continentales de France et d'Espagne sous l'égide des Bourbons. Même les Provinces-Unies se sentent menacées par une future expansion espagnole. Cette situation conduit à la conclusion entre les trois puissances d'une alliance, signée le 4 janvier 1717, pour s'opposer à l'Espagne.

## Déroulement de la guerre

### Les hostilités jusqu'à la conclusion de la Quadruple-Alliance

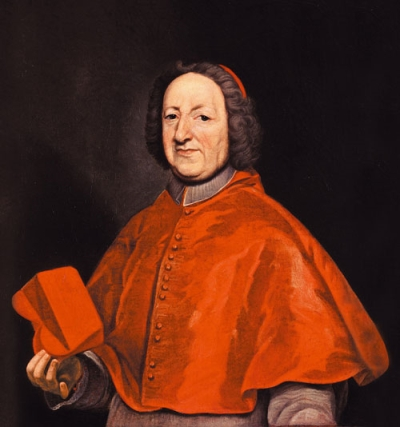
Le cardinal Alberoni.

En novembre 1717, sans se préoccuper de l'opposition de la Triple-Alliance, l'Espagne envoie en Sardaigne, laquelle a été attribuée à la maison d'Autriche par le traité d'Utrecht, un corps expéditionnaire de 8 000 soldats. 
La réaction autrichienne est molle en raison de l'emploi des armées de Vienne dans les Balkans et le président du conseil de guerre autrichien, le prince Eugène de Savoie (1663-1736), veut éviter le déclenchement d'un conflit en Italie. Il se préoccupe simplement de renforcer la défense de la ville de Naples aux mains des Habsbourg qu'il juge menacée. 
Après la défaite infligée aux Ottomans le 5 août 1716, lors de la bataille de Petrovaradin, par les troupes autrichiennes, commandées par le prince Eugène et la perte d'une grande partie des territoires occupés par l'Empire ottoman dans les Balkans, y compris Belgrade (27 juillet 1718), les puissances de la Triple-Alliance cherchent à arranger une paix entre l'Autriche et l'Empire ottoman afin d'engager l'Autriche dans la guerre contre l'Espagne. Le 21 juillet 1718, le traité de Passarowitz est conclu entre les deux belligérants, et le 2 août, l'Autriche entre dans l'alliance anti-espagnole, qui devient ainsi la Quadruple-Alliance. Cette alliance est un accord entre les États qui aurait dû garantir l'équilibre des forces entre les puissances européennes. L'empereur Charles VI renonce à d'éventuelles prétentions sur le trône d'Espagne, se contentant d'un échange entre la Sicile, aux mains des Savoie, et la Sardaigne et à l'arrivée d'une branche de la dynastie des Bourbons en Italie. 
Ces décisions doivent être proposées à l'Espagne à qui elles sont présentées avec la menace, en cas de refus, d'une déclaration de guerre.

### Les batailles de 1718

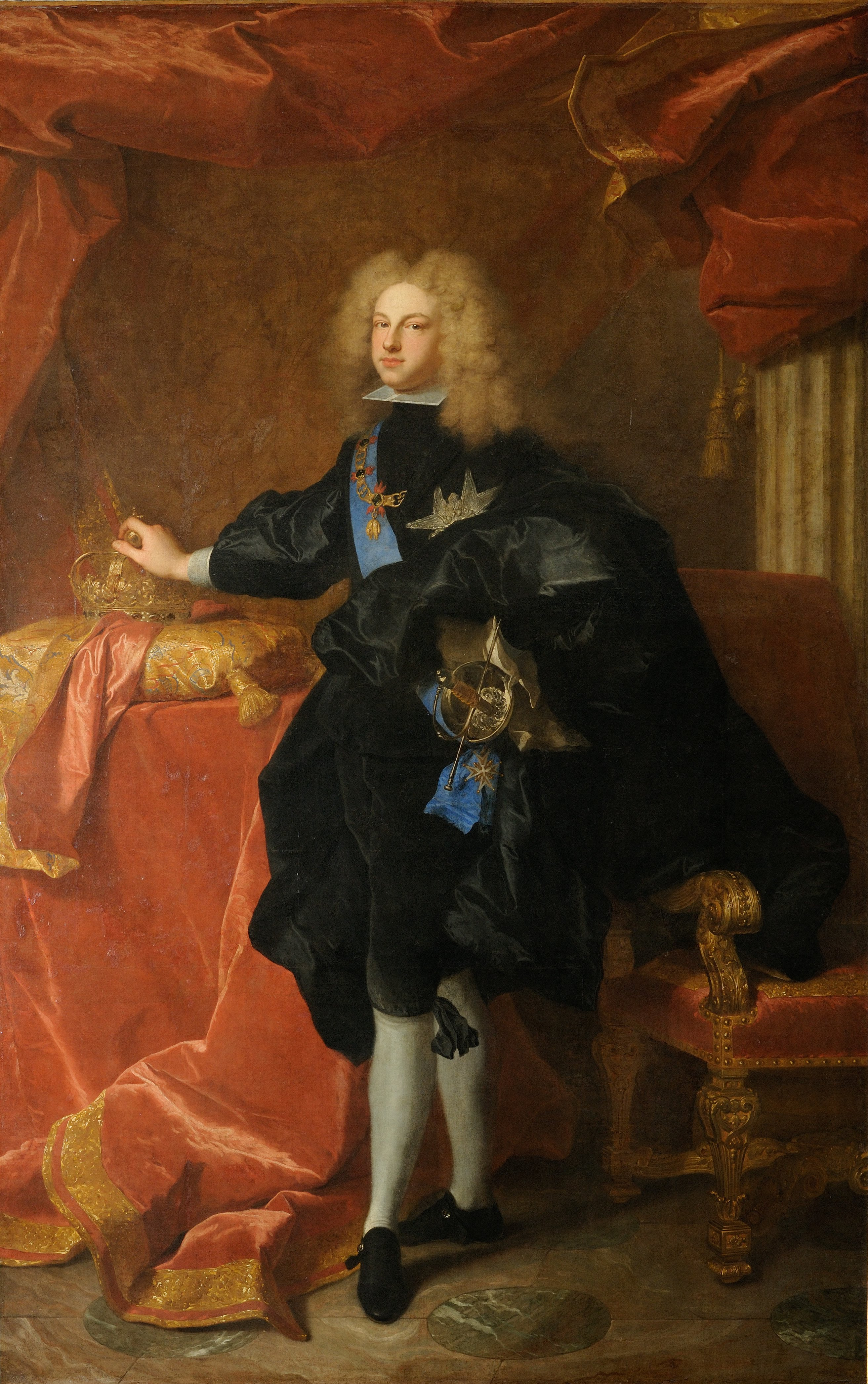
Philippe V d'Espagne.

Le 3 juillet 1718, sous le prétexte de l'hostilité du peuple sicilien à l'égard des savoyards, une armée espagnole débarque en Sicile, qui appartient depuis peu au duché de Savoie, et conquiert d'abord Palerme puis l'ensemble de la Sicile à l'exception de Messine, qui est assiégée jusqu'en septembre. Le cardinal Alberoni conseille à Victor-Amédée II de s'unir à l'Espagne contre l'Autriche et de partager avec l'Espagne les territoires occupés. La Grande-Bretagne envoie en Méditerranée une forte escadre sous les ordres de l'amiral George Byng pour protéger ses intérêts commerciaux. À Naples, ce dernier se met d'accord avec le vice-roi autrichien, le comte de Daun, qui l'informe de la prochaine intervention en Sicile d'une armée autrichienne.
Pour effectuer cela, il est nécessaire de posséder le contrôle de la mer. Byng se met à la recherche de la flotte espagnole et la découvre finalement le 11 août 1718 face au cap Passero, à la pointe méridionale de la Sicile. Au cours de la bataille navale qui s'ensuit, Byng provoque les Espagnols aux ordres de l'amiral Antonio Gaztañeta afin qu'ils tirent le premier coup pour justifier de la légitime défense. Les Espagnols perdent une grande partie de leurs forces et ne peuvent plus soutenir leurs troupes en Sardaigne et en Sicile.
Entretemps, le 2 août 1718, le traité d'alliance entre la Grande-Bretagne, l'Autriche et la France est signé avec la promesse de l'adhésion des Provinces-Unies et de Naples. Une petite armée autrichienne est constituée, qui à l'automne 1718 se dirige vers la Sicile après que les alliés en ont garanti la possession à l'empereur. Pour transférer ce contingent à Milazzo, une petite tête de pont est organisée.
Le 17 décembre 1718, l'Espagne repousse définitivement les conditions imposées par la Quadruple-Alliance, et la guerre est officiellement déclarée. Elle s'étendra également aux colonies espagnoles d'Amérique du Sud, où les Britanniques cherchent à étendre leur influence. À la fin de l'année, seules l'Autriche et la Grande-Bretagne (en décembre) sont engagées contre l'Espagne, et la France et les Provinces-Unies n'entreront en guerre qu'en 1719.

### Les batailles de 1719 jusqu'à la paix

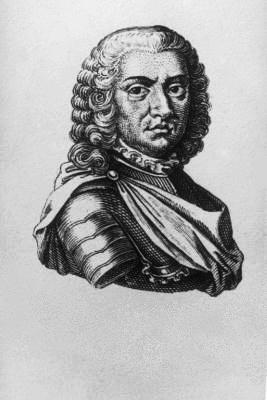
Claude Florimond, comte de Mercy (1666-1734).

Le 9 Janvier 1719, la France entre en guerre après la découverte de la Conspiration de Cellamare contre le duc d'Orléans. La France envoie, au printemps 1719, une armée aux ordres du maréchal Berwick, qui traverse la Bidassoa le 20 avril et qui entre dans la province basque. Cette offensive permet la conquête de Fuenterrabia, Urgell et Saint-Sébastien mais doit être abandonnée en novembre en raison de difficultés d'approvisionnement. Dans les colonies américaines, les troupes françaises conquièrent Pensacola, en Floride.
Au cours de l'année 1719, l'Autriche réussit à reconquérir la Sicile. Eugène de Savoie ayant refusé de prendre le commandement des troupes autrichiennes, elles sont confiées à Claude Florimond de Mercy (1666-1734). Le 21 juin, celui-ci attaque sans résultat la ville de Francavilla mais réussit plus tard à conquérir Milazzo. Il reconquiert Messine et se place face à Palerme.
La pression que la flotte britannique exerce sur les forces espagnoles s'avère efficace. En réaction, l'Espagne décide d'affaiblir l'unité de la Grande-Bretagne, encore toute récente, en soutenant les jacobites écossais dans leurs actions indépendantistes. Le 6 mars 1719, une flotte espagnole de près de 5 000 hommes quitte le port de Cadix pour débarquer sur les côtes écossaises. Les conditions atmosphériques contraires et la vigilance de la flotte britannique empêchent le succès de l'expédition. Le mois suivant, une autre flotte est préparée à La Corogne où sont embarqués 300 soldats espagnols qui débarquent sur les côtes occidentales écossaises près de Eilean Donan Castle. En juin, la petite force (avec 1 000 soldats écossais) est battue lors de la bataille de Glen Shiel. Les Britanniques contre-attaquent en débarquant en Galice une force de près de 4 000 hommes entre septembre et octobre.
En août, les Provinces-Unies entrent en guerre, et il devient évident que l'Espagne ne pourra affronter simultanément les forces de la Quadruple-Alliance.
Le gouvernement madrilène cherche donc une voie de négociation, mais les alliés posent une condition préalable : le cardinal Alberoni doit être écarté du gouvernement espagnol avant le début de toute négociation. Le 5 décembre 1719, Alberoni perd toutes ses charges, et il est invité à quitter le pays au cours des deux semaines suivantes. Le 20 février 1720, la paix de La Haye est signée et met fin à la guerre. Les hostilités sont suspendues à Palerme par la convention de Palerme.

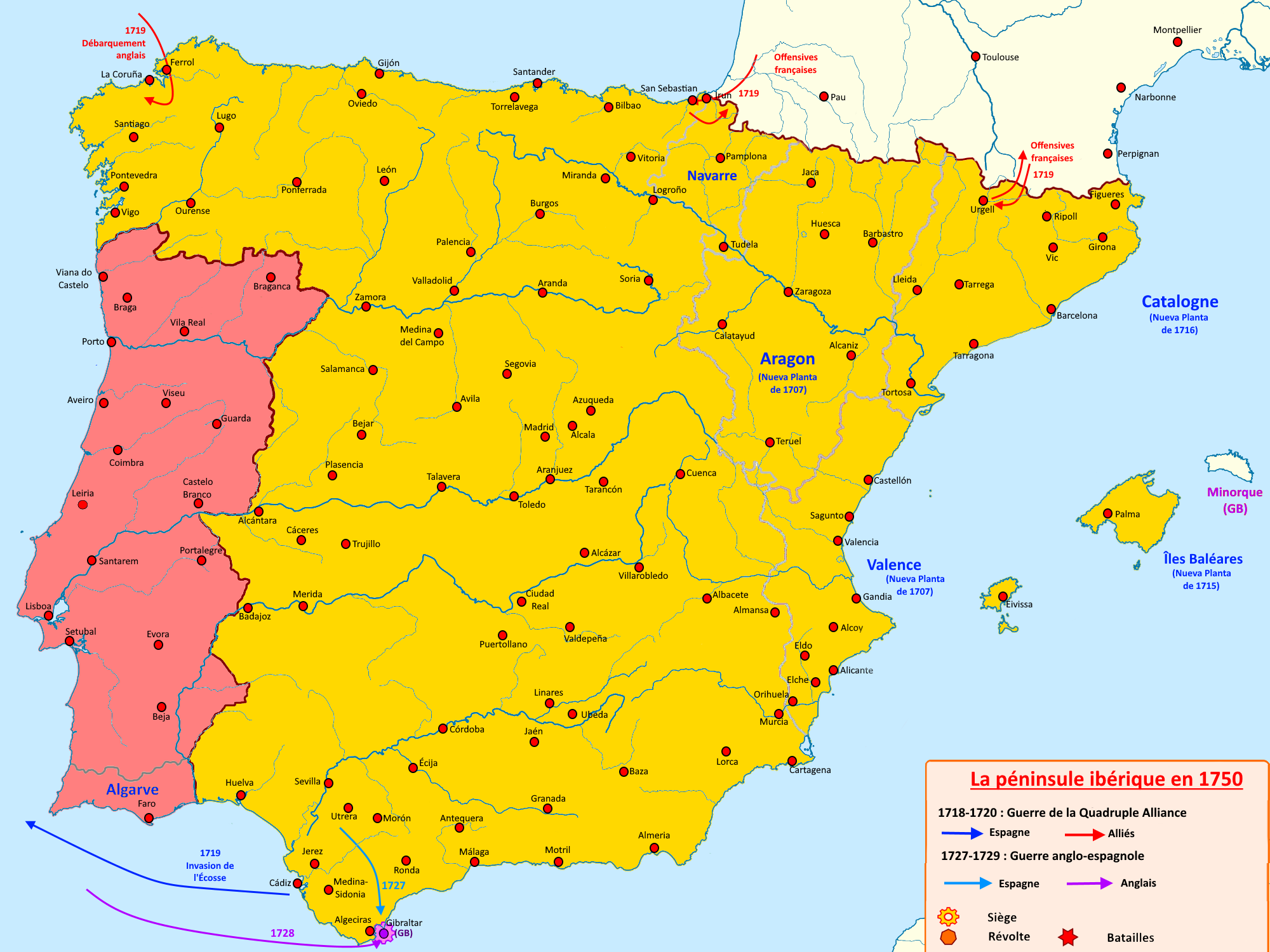
Les guerres de Philippe V de 1715 à 1750.

### La guerre en Amérique
En Amérique du Nord, la guerre prend la forme d'un conflit franco-espagnol (guerre franco-espagnole de 1719) qui se déroule surtout dans le sud des futurs États-Unis, entre la Louisiane française et la Floride espagnole. Durant l'année 1719, les Français, partis de Louisiane sous le commandement du gouverneur Jean-Baptiste Le Moyne de Bienville, s'emparent de Pensacola. Dans l'Ouest, le conflit se solde lui aussi par un échec des Espagnols, qui ont échoué à mettre fin à la présence des commerçants français infiltrés dans plusieurs tribus du Nouveau-Mexique, menaçant de fait les mines d'argent de la Nouvelle-Espagne. L'expédition Villasur, en 1720, est une cuisante défaite espagnole face aux forces franco-pawnees.

## Conséquences de la guerre

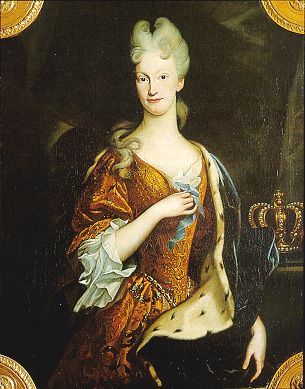
Élisabeth Farnèse.

Philippe V doit restituer toutes les localités occupées. Le fils d'Élisabeth Farnèse, Charles (1716-1788), devra recevoir le duché de Parme et Plaisance et la Toscane après la disparition de la lignée des Farnèse. Les colonies américaines de Pensacola sont restituées à l'Espagne par les Français. Les Habsbourg renoncent à la Sardaigne et reçoivent définitivement la Sicile en échange de leur renonciation à toute prétention sur le trône d'Espagne. Victor-Amédée II est reconnu roi de Sardaigne.
D'une certaine manière, la guerre de la Quadruple-Alliance est la poursuite de la guerre de Succession d'Espagne, qui a laissé des incertitudes sur les questions concernant les puissances méditerranéennes. Seule la convention de Palerme éclaircit les rapports. Au cours des années suivantes, l'Espagne sort de son isolement, et avec la guerre de Succession de Pologne (1733-1738), réussit à prendre le contrôle de Naples et de la Sicile.

## Sources et bibliographie
- (de) Bernecker, Seidel, Hoser (Hrsg.), Die spanischen Könige, C.H. Beck Verlag, München 1997  (ISBN 3-406-42782-0).
- (de) Volker Reinhardt, Geschichte Italiens, C.H. Beck Verlag, München 2003  (ISBN 3-406-50284-9).
- (de) Helmut Pemsel, Seeherrschaft Band 1, Bernhard & Graefe Verlag, Augsburg 1996  (ISBN 3-89350-711-6).